# 侯赛因·阿尔坎
侯赛因·阿尔坎（土耳其語：Hüseyin Alkan，1988年4月1日—），土耳其男子盲人门球运动员。他曾代表土耳其参加2012年、2016年和2020年夏季残疾人奥林匹克运动会盲人门球比赛，获得一枚铜牌。